# والتر فورستر (ممثل)
والتر فورستر (بالبرتغالية: Wálter Forster‏) هو مقدم برامج إذاعية ومقدم تلفزيوني وممثل برازيلي، ولد في 23 مارس 1917 في كامبيناس في البرازيل، وتوفي في 3 سبتمبر 1996 في ساو باولو في البرازيل بسبب نوبة قلبية.

## وصلات خارجية
- والتر فورستر على موقع IMDb (الإنجليزية)
- والتر فورستر على موقع ألو سيني (الفرنسية)
- والتر فورستر على موقع قاعدة بيانات الفيلم (الإنجليزية)
- والتر فورستر على موقع كينوبويسك (الروسية)